# Холон (философия)
Холо́н (англ. holon) — нечто, одновременно являющееся и целым само по себе, и частью чего-то ещё. Термин был введён венгерско-английским писателем Артуром Кёстлером в книге «Призрак в машине» (1967). Иерархия вложенных друг в друга холонов называется хола́рхией.

## Описание
Холон — система (или явление), где есть что-то, что само по себе является целым, но вместе с этим представляет собой часть ещё большей системы. Каждая система может рассматриваться в качестве холона — от субатомных частиц до вселенной в целом. Холон является центральным понятием концептуальной системы американского философа Кена Уилбера. В качестве примера естественной холархии, то есть состоящей из холонов иерархии, Уилбер обычно приводит цепочку: атомы — молекулы — клетки — организм и т. д.